# De bello Troiano

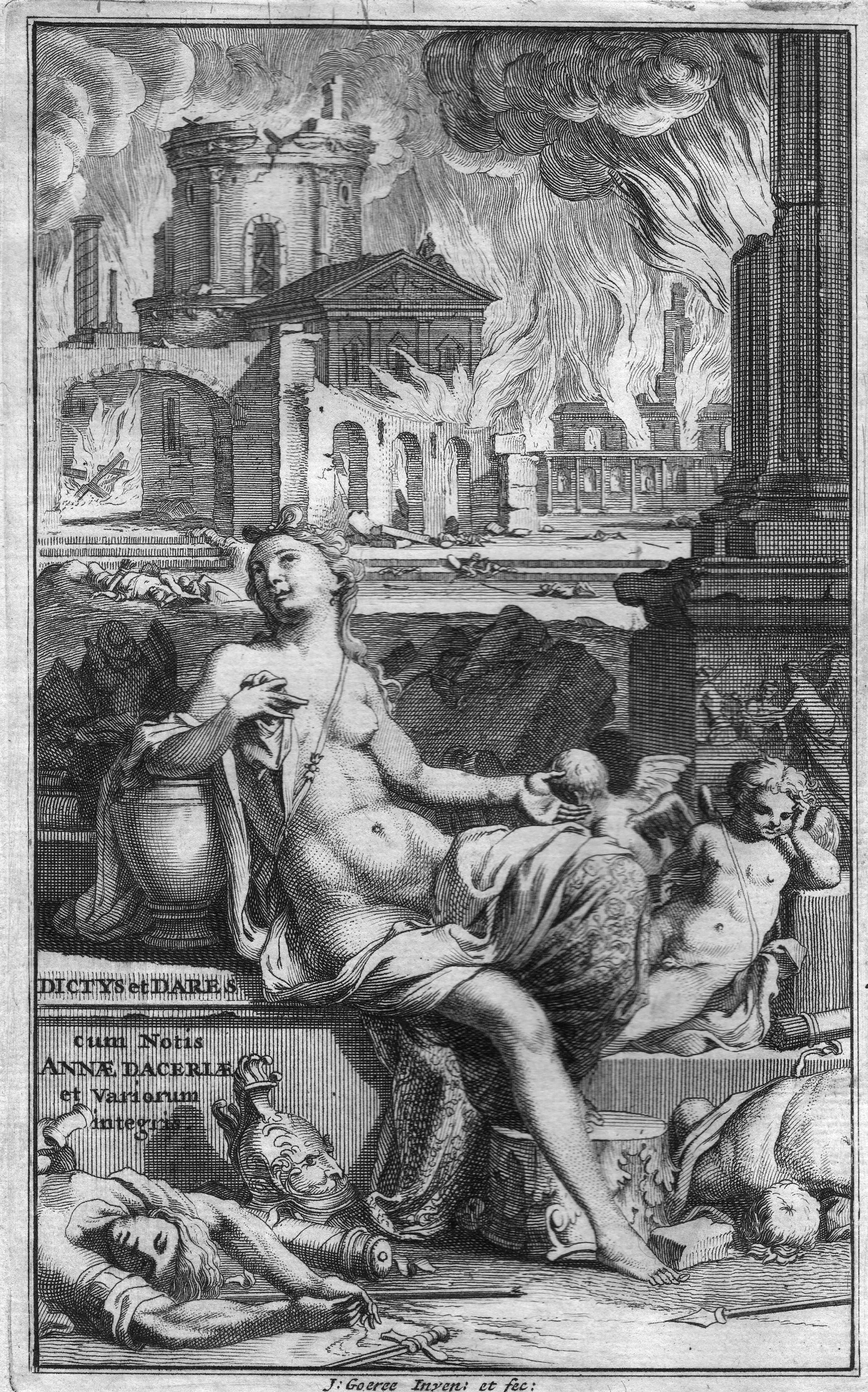
Venere e Cupido osservano la distruzione di Troia: frontespizio dell'edizione del 1702 di Ditti, Darete e Giuseppe Iscano

Daretis Phrygii Ilias De bello Troiano ("L'Iliade di Darete Frigio: sulla guerra troiana") è un poema epico in latino, scritto attorno al 1183 dal poeta inglese Giuseppe Iscano. Racconta la storia dei dieci anni della Guerra di Troia come era conosciuta in Europa durante il medioevo occidentale. L'antica epica greca sul soggetto, l'Iliade, era inaccessibile; al suo posto, le fonti disponibili includevano i “diari“ fittizi di Ditti Cretese e Darete Frigio.